# كوك روك

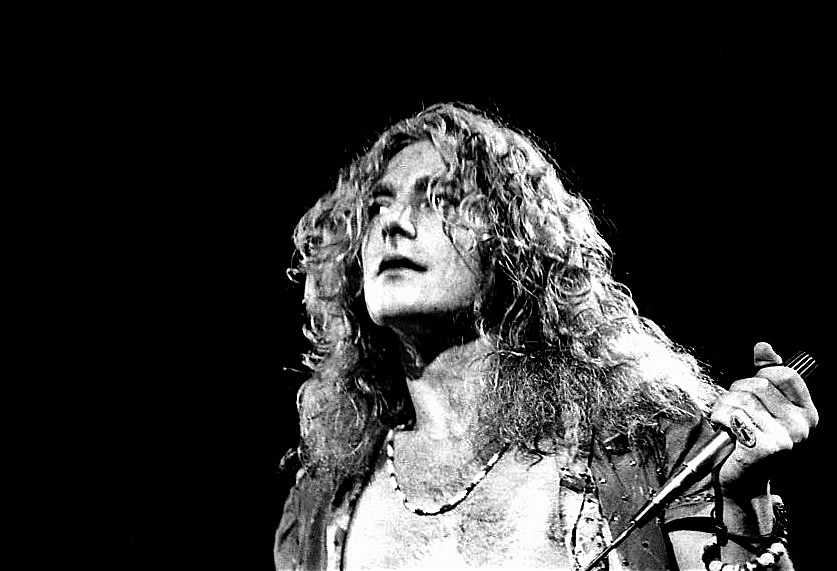
روبرت بلانت من احدى فرق الكوك روك.

كوك روك هو نوع من موسيقى الروك يركز على شكل من اشكال الجنس الذكوري، تم تطوير نمط هذه الموسيقى في اواخر الستينيات كما انها برزت في السبعينات والثمانينيات وما لازت مستمرة حتى يومنا هذا

## خصائص
كوك روك هي نوع موسيقى يستخدم فيليب اوسلاندر وصف سيمون فرث لخصائص موسيثى الكوك روك.
يعد اداء موسيقى الكوك روك يعني تعبيرا صريحا وخشنا ورائعا عن الحياة الجنسية ويتميز فناني الكوك روك بالعدوانية والتفاخر وهم أيضا يجذبون انتباه الحماهير باستمرار الي براعتهم وسيطرتهم. اجسادهم دائما مكشوفة في استعراضهم، الحملات والقيثارات هي رموز قضيبية الموسيقى صاخبة، الموسيقى وملحة بشكل إيقاعي، مبنية على تقنيات الإثارة والإفراج وكلماتها حازمة ومتغطرسة لكن الكلمات الدقيقة أقل أهمية من الأساليب الصوتية المعنية الصراخ الشديد.

## استعمال الصطلح
تغير معنى مصطلح كوك روك مع مرور الوقت تم ذكره لأول مرة من قبل مؤلفة مجهولة المصدرفي صجيفة نيويورك في قسم المنشورات النسائية. لوصف صناعة الموسيقى التي يهيمن عليها الذكور وأصبح مرادفًا لموسيقى الروك الصلب يركز على التعبير العدواني عن النشاط الجنسي الذكوري غالبًا ما تكون كلمات كراهية النساء واستخدام الصور القضيبية تم استخدام هذا المصطلح من قبل علماء الاجتماع سيمون فريث وأنجيلا ماك روبي في عام 1978 للإشارة إلى التباين بين الثقافة الفرعية التي يهيمن عليها الذكور من الكوك روك والتي كانت «عدوانية ومسيطرة ومتباهة» ونجوم المراهقين الأكثر تأنيثًا لموسيقى البوب ووقد وصفت ليد زيبلين بأنها «المورِّدون الأساسيون لـ» كوك روك وتشمل الأعمال التكوينية الأخرى رولينج ستونز، ذا هو وجي
في عام 1981، وصفت فريث خصائص كوك روك بطريقة يمكن تطبيقها على فنانات الأداء وليس للذكور فقط وفي عام 2004 استخدم اوساندلر استخدم هذا الوصف لاظهار ان سوزي كواترو (أول عازفة قيثار جهير تتحول الي نجمة روك رئيسية وهي انثى الكوك روك.